# Ангальт-Кетенське князівство
Анггальт-Кетенське князівство (нім. Fürstentum Anhalt-Köthen [ˈʔanhalt ˈkøːtn]) — князівство, що двічі існувало в складі Священної Римської імперії під керівництвом роду Асканіїв. Вперше було утворене у 1396 році при розділі Ангальт-Цербстського князівства на Ангальт-Кетенське та Ангальт-Дессауське князівства. Перша держава проіснувала до 1562 року, коли її успадкував князь Ангальт-Цербстський Йоахім Ернест, який об'єднав її у возз'єднане Ангальтське князівство.
Через сорок років Ангальт-Кетенське князівство було створене вдруге, коли в 1603 році Ангальтське князівство знову було розділене. Під час Наполеонівських війн, у 1806 році князівство підвищено до статусу Ангальт-Кетенського герцогства (нім. Herzogtum Anhalt-Köthen). Зі смертю герцога Генріха 23 листопада 1847 року Ангальт-Кетенська лінія вимерла і її території були об'єднані з Ангальт-Дессау за патентом від 22 травня 1853 р. Сьогодні Ангальт-Кетен здебільшого згадують як давню резиденцію Йоганна Себастьяна Баха, коли він працював при дворі князя Ангальт-Кетенського Леопольда.

## Історія

Ангальт після поділу між синами Генріха I, 1259

Ангальтське князівство виникло в 1212 році під керівництвом першого правителя Генріха I, сина герцога  Саксонського Бернхарда III. Князівство, назване на честь замку Ангальт, родового центру династії Асканіїв поблизу Гарцгероде. Протягом свого багатовікового існування зазнало довгої низки поділів. Коли Генріх помер у 1252 році, його сини поділили свою спадщину, а молодший принц Зігфрід I отримав територію Ангальт-Цербстського князівства, що включало зокрема Дессау та Кетен.

### Перше створення

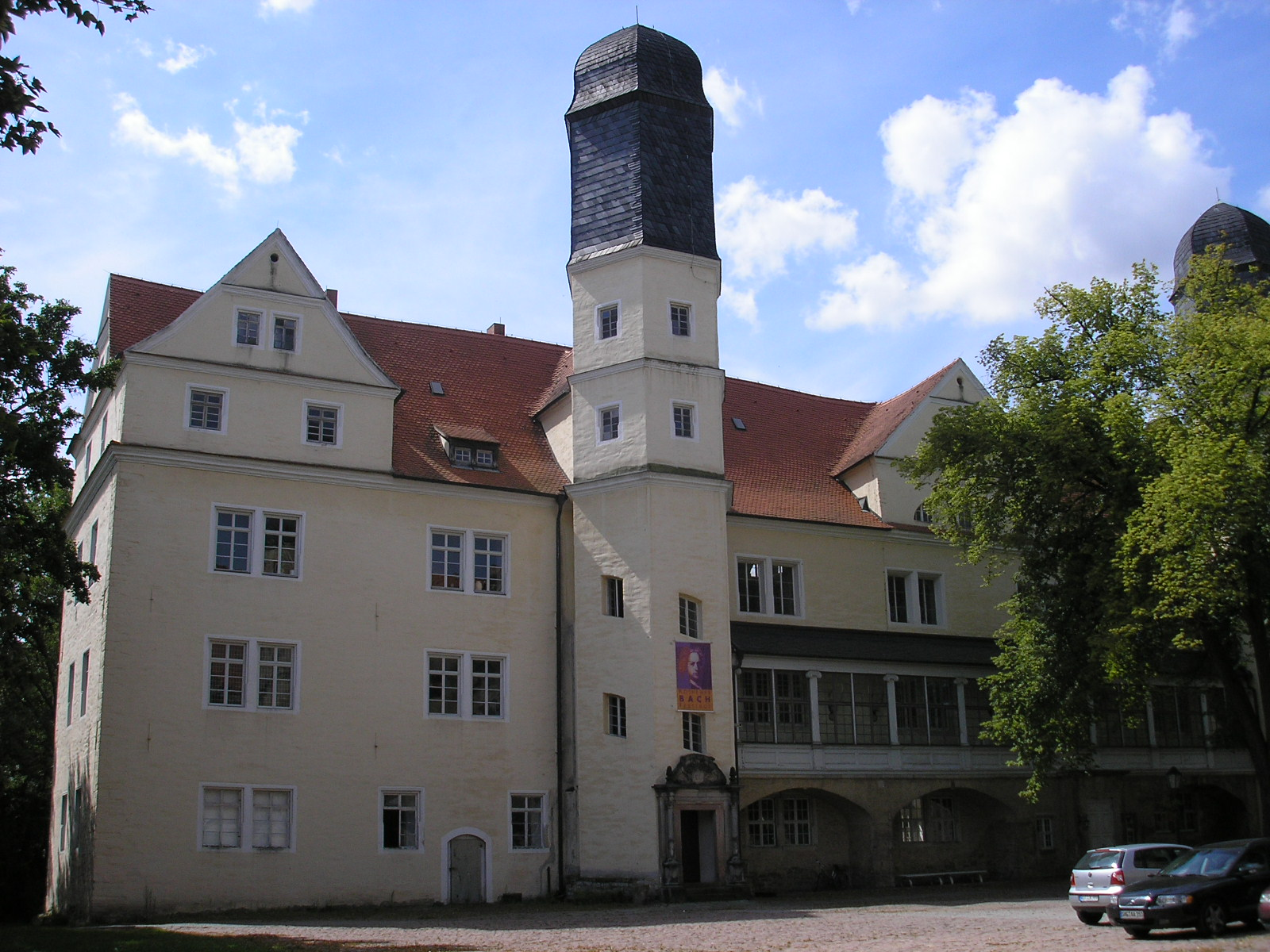
Кетенський замок

Ангальт-Кетенське князівство було засноване в 1396 році, коли двоє синів покійного князя Яна II Ангальт-Цербстського розділили свою спадщину, і молодший князь Альберт IV обрав своєю резиденцією Кетен. Після смерті в 1405 році його старшого брата князя Сигізмунда I Ангальт-Дессауського,  Альберт також став регентом для неповнолітніх синів Сигізмунда. Сам він помер у 1423 році, його спадкоємцями стали його сини Адольф I і Вальдемар V. Вальдемар помер у 1436 році, і Адольф вступив у тривалу сварку з їхнім двоюрідним братом князем Ангальт-Дессауським Георгом I, нарешті в 1471 році обидва уклали угоду про спадщину, за якою Георг перебрав на себе управління половиною князівства та став співправителем як сеньйор Кетена.
Коли молодший брат Адольфа, князь Альберт VI став спадкоємцем у 1473 році, йому довелося розділити правління над Ангальт-Кетеном із синами Георга, князями Вальдемаром VI і Георгом II. У той час як Георг II невдовзі після цього вступив на службу до курфюрста Бранденбурзького Альбрехта Ахілла, Вальдемар зміг повернути собі закладену територію Гойму, а також додав Бургшайдунген до своїх володінь. Альберт VI помер у 1475 році, і його спадкоємцем став його єдиний син Філіп, а також його двоюрідні брати Магнус і Адольф II, сини Адольфа I, як співправителі. Філіп помер у 1500 році, а його двоюрідні брати офіційно зреклися престолу в 1508 році на користь сина та спадкоємця Вальдемара Вольфганга, тоді єдиного правителя Ангальт-Кетена.
На Аугсбурзькому сеймі 1521 року князьАнгальт-Кетенський Вольфганг зустрівся з Мартіном Лютером і став другим імперським князем Священної Римської імперії після курфюрста Саксонського Фрідріха Мудрого, який запровадив на своїх територіях протестантську Реформацію. Він також став провідним членом протестантських Ліги Торгау та Шмалькальдської ліги проти політики імператора Карла V Габсбурга. Тимчасово підданий імперській опалі, його володіння були відновлені за Пассауським миром 1552 року. Не маючи спадкоємців, у 1562 році Вольфганг поступився Ангальт-Кетеном своїм двоюрідним братам, князям Ангальт-Цербстським Йоахіму Ернесту та Бернгарду VII. Після смерті Бернгарда в 1570 році всі території Ангальта були формально знову об'єднані під владою Йоахіма Ернеста.

### Друге створення
Князь Йоахім Ернест помер у 1586 році, і його сини спочатку правили разом. Однак у 1603 році п'ятеро живих на той час синів знову поділили свою спадщину, відтворивши Ангальт-Кетенське князівство для князя Людовика I. Поділ тривав до 1606 року, в той час як старший брат Людовика, князь Іоанн Георг I Ангальт-Дессауський формально залишався главою всіх Ангальтських князівств. Людовик виявився здібним правителем; у 1617 році він заснував літературне Товариство плодоношення і став його першим президентом, він працював з Вольфгангом Ратке над впровадженням освітніх реформ і перебудовою Кетенського замку. Коли він помер у 1650 році, його син і наступник Вільгельм Луїс був ще неповнолітнім разом із князем Ангальт-Плецкауським Августом, а з 1653 року його сини Леберехт і Еммануель виконували обов'язки регентів.
Оскільки шлюб Вільяма Луїса з Єлизаветою Шарлоттою залишився бездітним, його спадкоємцями стали Леберехт і Еммануель після його смерті в 1665 році. З 1671 року син Еммануеля Еммануїл Лебрехт став одноосібним правителем Ангальт-Кетена, спочатку під опікою своєї матері, княгині Анни Елеонори та князя Іоанна Георга II Ангальт-Дессауського. Він прийняв уряд у 1692 році та уклав морганатичний шлюб з Гізелою Агнес Ратської, яку імператор Леопольд I у 1694 році підніс до рейхсграфа Нінбурга.
Коли Еммануель Лебрехт помер у 1704 році, його спадкоємцем став його другий, але старший син Леопольд. Також неповнолітня після смерті свого батька, його мати Гізела Агнес виконувала обов'язки регента під наглядом короля Пруссії Фрідріха I. Леопольд досяг повноліття в 1715 році; він був великим покровителем мистецтва, заснував придворний оркестр Кетена і в 1717 році найняв Йоганна Себастьяна Баха як капельмейстера. Бах залишався в Кетені до 1723 року, де працював зі скрипалем Крістіаном Фердинандом Абелем і зустрівся зі співачкою Анною Магдаленою Вільке, яка стала його другою дружиною в 1721 році. Князь Леопольд помер у 1728 році у віці 33 років; оскільки він не залишив синів, його князівство перейшло до його брата Августа Людовіка.
Після його смерті в 1755 році князя Августа Луї успадкував його другий син Карл Георг Леберехт. Під час Семирічної війни Карл Георг намагався послабити вплив на своє князівство; у 1751 році він приєднався до прусської армії та став генералом імперської армії Габсбургів у 1789 році; незабаром після того, як він був убитий під час облоги Белграда. Його наступником став його син Август Крістіан, який отримав частини вимерлого Ангальт-Цербстського князівства у 1793 році та був піднесений до герцога Наполеоном у 1806 році. У 1807 році Ангальт-Кетен став членом наполеонівського Рейнського союзу. Князь Август Крістіан помер у 1812 році, і герцогський титул перейшов до його неповнолітнього племінника Луї Августа Карла Фредеріка Еміля, сина князя Луї, який сам був молодшим братом князя Августа Луї. Герцог Леопольд III Ангальт-Дессау виконував обов'язки регента, однак Луї Август помер у 1818 році у віці 16 років, не залишивши спадкоємців.

### Ангальт-Кетен-Плесське князівство

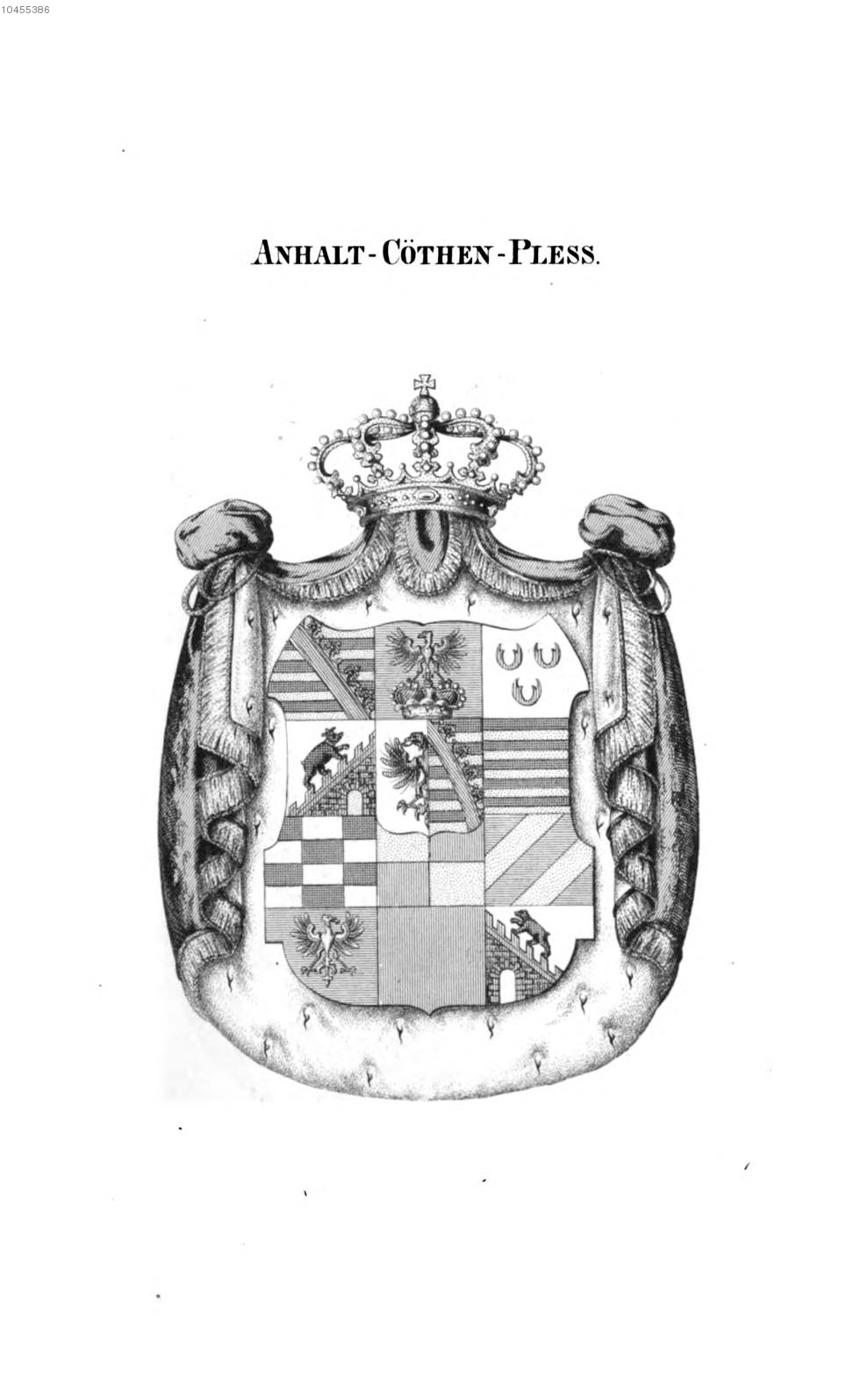
Герб Ангальт-Кетен-Плесського князівства

У 1765 році Фредерік Ердманн, молодший син князя Августа Людовика, отримав сілезьку державу в колишньому Плесському герцогстві (Пщинському князівстві) з рук свого дядька по материнській лінії, графа Яна Ердмана з Промніца. З того часу він називав себе князем Ангальт-Кетен-Плесським.
Його син, Фрідріх Фердинанд, успадкував княжий титул у 1797 році. Після ранньої смерті в 1818 році Луї Августа, герцога Ангальт-Кетенського, Фрідріх Фердинанд успадкував герцогський титул Ангальт-Кетена. Відтак він передав Плесське герцогство своєму молодшому братові Генріху.
Після смерті Фрідріха Фердинанда в 1830 році Генріх змінив його на посаді герцога Ангальт-Кетенського. Він залишив Плесс наймолодшому братові Луї, який помер перед ним у 1841 році. Зі смертю Генріха в 1847 році лінія Ангальт-Кетена вимерла, і всі території перейшли до герцога Ангальт-Дессауського Леопольда IV.

## Князі Ангальт-Кетенські (1396—1562)
- Альберт IV 1396—1423
- Адольф I 1423—1473
- Вальдемар V 1423—1436 (співправитель)
- Вальдемар VI 1471—1508 (лінія Ангальт-Дессау)
- Альберт VI 1473—1475
- Філіп 1475—1500
- Магнус 1475—1508 (співправитель, син Адольфа I) (пом. 1524)
- Адольф II 1475—1508 (співправитель, син Адольфа I) (пом. 1526)
- Вольфганг 1508—1562 (пом. 1566)

князю Йоахіму Ернесту Ангальт-Цербстському.

## Князі Ангальт-Кетенські (1603—1806)
- Людовик 1603—1650
  - Август Ангальт-Плецкауський регент 1650—1653
  - Лебрехт і Еммануїл з Ангальт-Плецкау спільні регенти 1653—1659
- Вільям Луї 1650—1665
- Лебрехт 1665—1669
- Еммануїл 1665—1670 (співправитель)
  - Анна Елеонора Штольберг-Вернігероде, регент 1670—1690
  - Ян Георг II Ангальт-Дессау, регент 1690—1692
- Еммануїл Лебрехт 1671—1704
  - Гізела Агнес з Рата, регент 1704—1715
- Леопольд 1704—1728
- Август Луї 1728—1755
- Карл Георг Лебрехт 1755—1789
- Август Крістіан Фредерік 1789—1806

У 1806 році підняте до статусу герцогства.

## Герцоги Ангальт-Кетенські (1806—1847)

Герб (1846)

- Август Крістіан Фредерік 1806—1812
- Луї Август Карл Фредерік Еміль 1812—1818
  - Леопольд III Ангальт-Дессауський регент 1812—1817
  - Леопольд IV Ангальт-Дессауський регент 1817—1818
- Фрідріх Фердинанд 1818—1830
- Генріх 1830—1847

Перейшло до герцога Ангальт-Дессауського Леопольда IV